# Lord Finesse
Lord Finesse – amerykański raper oraz producent hip-hopowy pochodzący z Nowego Jorku, a także członek i współzałożyciel zespołu D.I.T.C. Według serwisu About.com został sklasyfikowany na 29. miejscu listy 50 najlepszych hip-hopowych producentów.

## Życiorys
W 1989 roku Lord Finesse oraz DJ Mike Smooth dołączyli do Wild Pitch Records, gdzie rok później ukazał się ich debiutancki album pt. "Funky Technician". Za produkcję alumu odpowiadali m.in.: DJ Premier, Showbiz oraz Diamond D. Wkrótce po wydaniu albumu Lord Finesse wraz z Showbiz, A.G. oraz Diamond D założyli supergrupę hip-hoppową D.I.T.C. (Diggin' in the Crates).
W 1991 roku Lord Finesse wydał solowy album zatytułowany "Return of the Funky Man". Album był promowany singlami 
"Return of the Funky Man" oraz "Party Over Here". Pięć lat później światło dzienne ujrzał drugi solowy album pt. "The Awakening",
na którym gościnnie wystąpili tacy raperzy jak: KRS-One, Sadat X, Diamond D czy O.C.. W 2012 roku ukazał się
czwarty album rapera pt. "Funky Man: The Prequel". Ukazał się on jedynie w Japonii w nakładzie 1000 kopii.

## Dyskografia
| Year | Album details                                                                                                | Uwagi            |
| ---- | --- | ---------------- |
| 1990 | Funky Technician - Data: 7 czerwca 1990 - Wydawca: Wild Pitch/EMI Records - Format: CD                       | - album studyjny |
| 1991 | Return of the Funky Man - Data: 12 lutego 1991 - Wydawca: Giant/Reprise/Warner Bros. Records - Format: CD    | - album studyjny |
| 1996 | The Awakening - Data: 20 lutego 1996 - Wydawca: Penalty/Tommy Boy/Warner Bros. Records - Format: CD          | - album studyjny |
| 2012 | Funky Man: The Prequel - Data: 4 czerwca 2012 - Wydawca: Underboss Untertainment/Slice Of Spice - Format: CD | - album studyjny |